# هکنساک (مینه‌سوتا)
هکنساک، مینه‌سوتا (به انگلیسی: Hackensack, Minnesota) یک شهر در ایالات متحده آمریکا است که در شهرستان کاس (ابهام‌زادیی) واقع شده‌است.

## خصوصیات
هکنساک ۲٫۶۴ کیلومترمربع مساحت و ۳۱۳ نفر جمعیت دارد و ۴۲۴ متر بالاتر از سطح دریا واقع شده‌است.